# Železný Brod (stacja kolejowa)
Železný Brod – stacja kolejowa w Železným Brodzie, w kraju libereckim, w Czechach. Jest ważnym węzłem kolejowym o znaczeniu regionalnym. Znajduje się na wysokości 285 m n.p.m.
Jest zarządzana przez Správę železnic. Na stacji znajdują się kasy biletowe, na których istnieje możliwość zakupu biletów na wszystkie pociągi w tym międzynarodowe oraz rezerwacji miejsc.

## Linie kolejowe
- 030 Jaroměř - Liberec
- 035 Tanvald - Železný Brod